# Biografielijst Q

## Q
- Maggie Q, pseudoniem van Margaret Denise Quigley, (1979), Amerikaans actrice en model

## Qa
- Qaä, Egyptisch farao (2878-2853 v.Chr.)
- Qaboes bin Sa’id Al ‘Bu Sa’id (1940-2020), Omans sultan
- Qadan (13e eeuw), Mongolisch heerser
- Abd al-Qader al-Hoesseini (1907-1948), Palestijns nationalist en strijder
- Aisha al-Qadhafi (1976), Libisch advocate, militair en diplomate
- Al-Mu'tasim-Billah al-Qadhafi (1977-2011), Libisch legerofficier en nationale veiligheidsadviseur
- Al-Saadi al-Qadhafi (1973), Libisch voetballer en voetballer
- Hannibal Muammar al-Qadhafi (1975), zoon van Moammar al-Qadhafi
- Moammar Mohammed al-Qadhafi (1942-2011), Staatshoofd van Libië (1969-2011)
- Saif al-Arab al-Qadhafi (1982-2011), Zoon van Moammar al-Qadhafi
- Saif al-Islam al-Qadhafi (1972), Libisch politicus
- (Dagarwal) Abdoel Qadir (1944-2014), Afghaans militair en staatsman
- Abdul Qadir Khan (1936-2021), Pakistaans atoomgeleerde en spion
- Yasser Al-Qahtani (1982), Saudisch voetballer
- Qaidu (1230-1301), gouverneur van een deel van West-China en heerser over Mongolië
- Al-Qá'im, messias-achtige figuur in Sjii-islam
- Muizuddin Qaiqabad (+1290), sultan van Delhi
- Mozaffar ad-Din Shah Qajar (1853-1907), Perzisch heerser
- Qakare Ibi, Egyptisch farao
- Mishkín-Qalam, pseudoniem van Mirza Husayn-i-Isfahán, (1826-1912), Perzisch bahá'í, Apostel van Bahá'u'lláh en kalligraaf
- Abū al-Hasan ibn Alī al-Qalasādī (1412-1486), Arabisch wiskundige
- Hesham Qandil (1962), Egyptisch premier
- Abu Qaqa, pseudoniem van Nouriddin El Fahtni, (1982), Nederlands terrorist
- Qara Hülëgü (+1252), Mongools khan van het Khanaat van Chagatai
- Yusuf al-Qaradawi (1926-2022), Egyptisch Islamitische Soenni-geleerde, Islamist en (onofficieel) theologisch leider en ideoloog van de Internationale Moslim Broederschap
- Musa Qasab, bekend als Moshe Katsav, (1945), Israëlisch president (2000-2007)
- Abu-al-Qasem (935-1020), Iraans dichter en schrijver
- Abu al-Qasim Ali ibn al-Hasan (+982), Emir van Sicilië (969-982)
- Farroukh Qasim (1948-2010), Tadzjieks toneelspeler, -schrijver en -regisseur
- Muhammad ibn al-Qasim al-Thaqafi (695-715), Arabisch veldheer
- Ebdulrehman Qasimlo, bekend als Abdul Rahman Ghassemlou, (1930-1989), Koerdisch politicus
- Eldar Qasımov (1989), Azerbeidzjaans zanger
- Izz ad-Din al-Qassam (1882-1935), Syrisch imam en geestelijke
- Abdul Karim Qassem (1914-1963), Irakees militair en politicus
- Sheikh Khalid bin Faisal bin Sultan Al-Qassimi (1972), rallyrijder uit de Verenigde Arabische Emiraten
- Fawzi al-Qawuqji (1890-1977), Palestijns nationalist en strijder
- Valeri Qazaishvili (1993), Georgisch voetballer
- Zakariya al-Qazwini (1203-1283), Perzisch arts, astronoom, geograaf en auteur

## Qb
- DJ QBert, pseudoniem van Richard Quitevis, (1969), Amerikaans diskjockey en muziekproducent

## Qd
- QD3, pseudoniem van Quincy Delight Jones III, (1968), Zweeds-Amerikaans componist, muziekproducent, filmproducent en auteur

## Qe

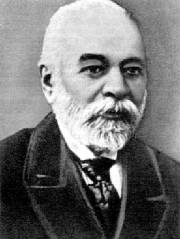
Ismail Qemali

- Ismail Qemali (1844-1919), Albanees leider van de nationalistische beweging, stichter van modern Albanië en Albanees staatshoofd en premier

## Qh
- Wayna Qhapaq (ca. 1465-1527), Inca-keizer

## Qi
- Qi Gong (1912-2005), Chinees hoogleraar, schilder en kalligraaf
- Qi Guangpu (1990), Chinees freestyleskiër
- Qi Xiao Feng (1983), Chinees tafeltennisser
- Xia Qi, heerser van de Xia-dynastie
- Qian Xuesen (1911-2009), Chinees ingenieur
- Zhang Qian (ca. 195-ca. 114 v.Chr.), ontdekkingsreiziger en diplomaat in het Chinese Keizerrijk
- Qianlong (1711-1799), keizer van China (1735-1796)
- Zhu Qianwei (1990), Chinees zwemster
- Qiao Hong (1968), Chinees tafeltennisspeelster
- Qiao Yunping (1968), Chinees tafeltennisspeelster
- Maria al-Qibtiyya (+637), christelijk slavin en concubine van Mohammed
- Q-ic, pseudoniem van Luc Byltiauw, (1977), Belgisch diskjockey en muziekproducent
- Qin Er Shi (229-207 v.Chr.), Chinees keuzer (210-207 v.Chr.)
- Qin Gang (1966), Chinees diplomaat
- Qin Jiushao, bekend als Daogu, (ca. 1202-1261), Chinees wiskundige
- Qin Kai (1986), Chinees schoonspringer
- Qin Kanying (1974), Chinees schaakster
- Ai Qing (1910-1996), Chinees schrijver en moderne dichter
- Qing Gong (1724-1744), Chinees keizerlijk gemalin
- Zhang Qingli (1951), Chinees bestuurder
- Rong Qiqi, Chinees kluizenaar en filosoof (Chinese mythologie)
- Qiu Jin (1875-1907), Chinees feministe, schrijfster en opstandelinge

## Qo
- Qödan (1206-1251), Heerser van het Mongoolse Rijk
- Seleman ous Qopar (1777-1800), Syrisch student en de moordenaar

## Qt
- Q-Tip, pseudoniem van Kamaal Ibn John Fareed, (1970), Amerikaans rapper

## Qu
- Qu Yunxia (1972), Chinees atlete

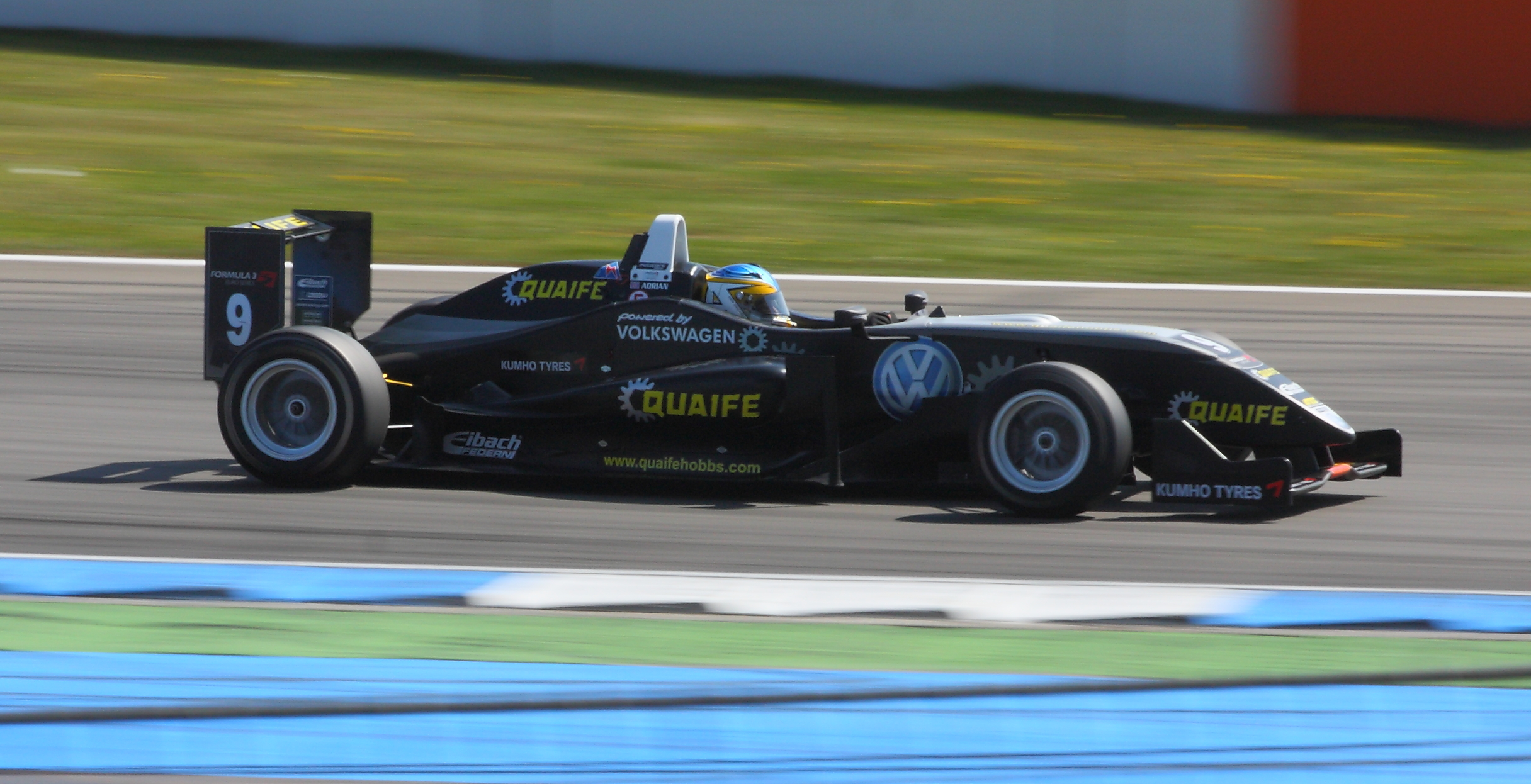
Adrian Quaife-Hobbs (2010)

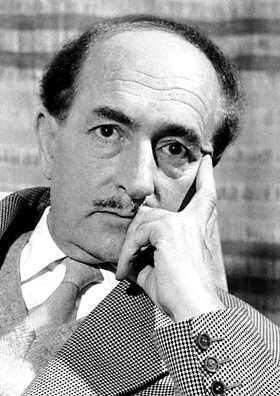
Salvatore Quasimodo (1959)

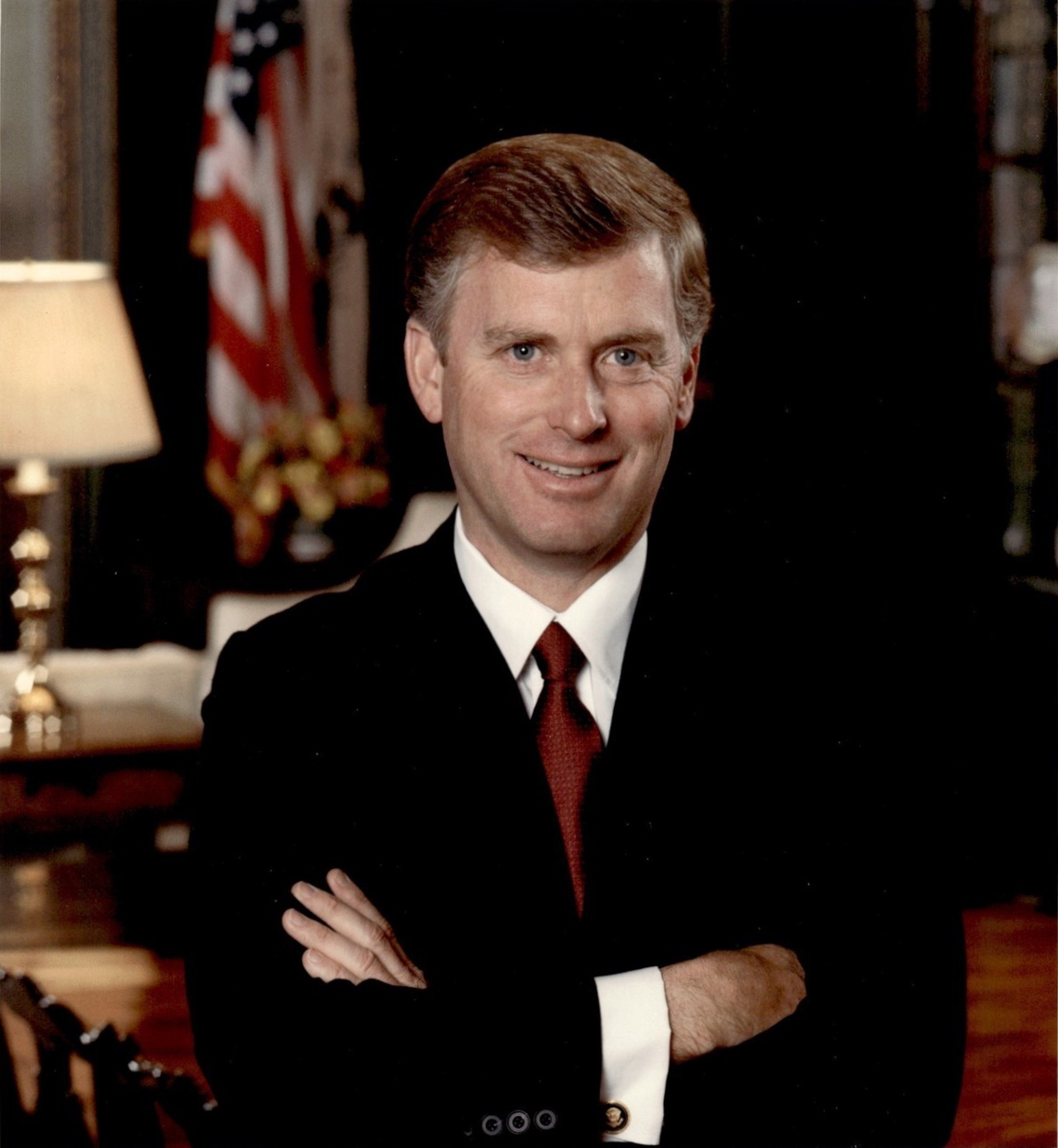
Dan Quayle

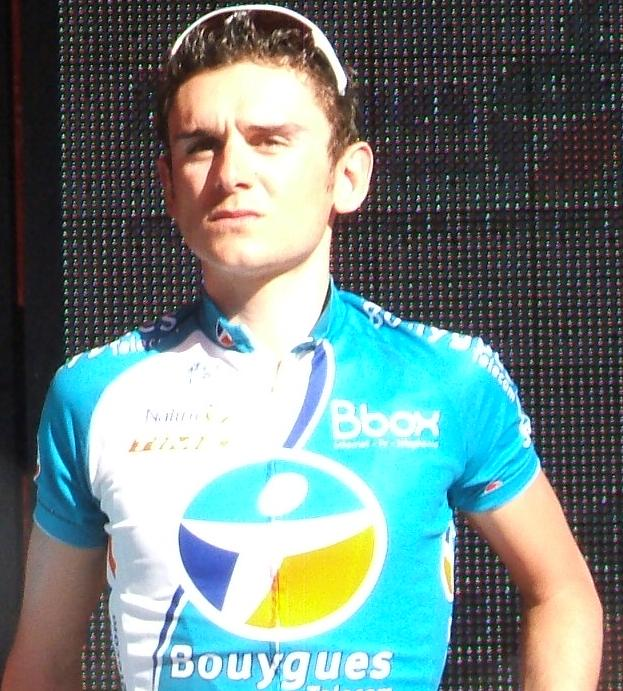
Perrig Quemeneur

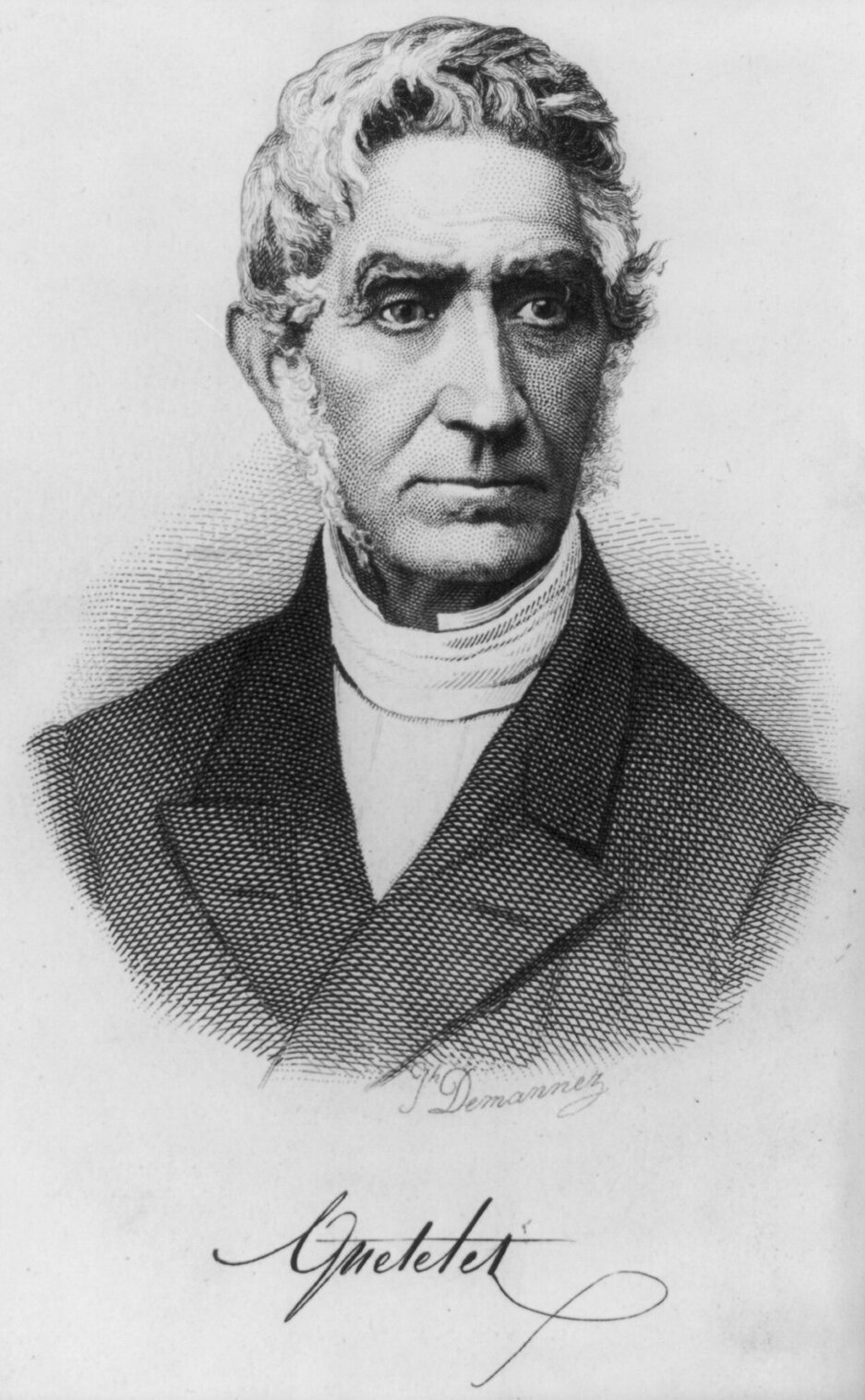
Adolphe Quételet

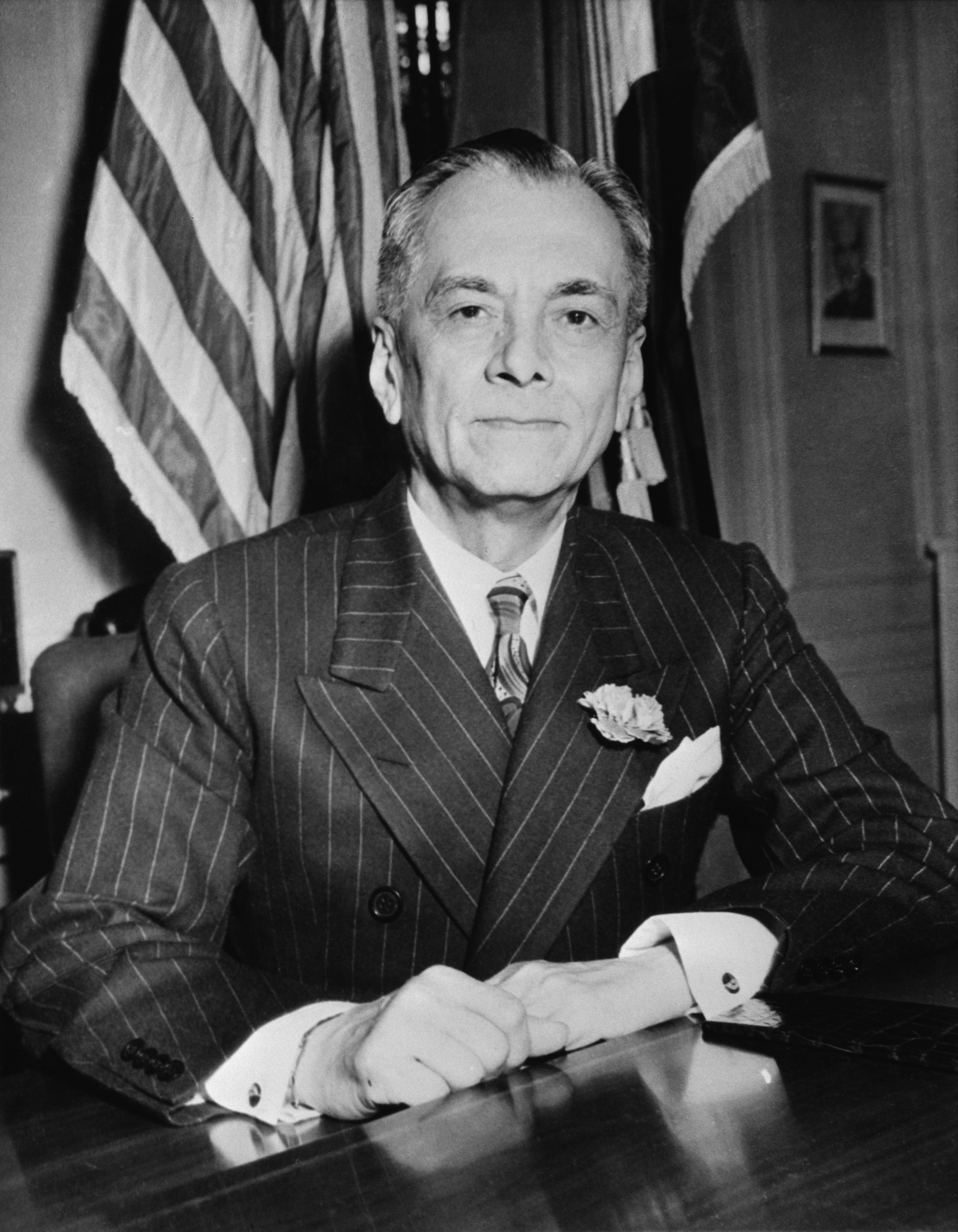
Manuel Luis Quezon y Molina (1942)

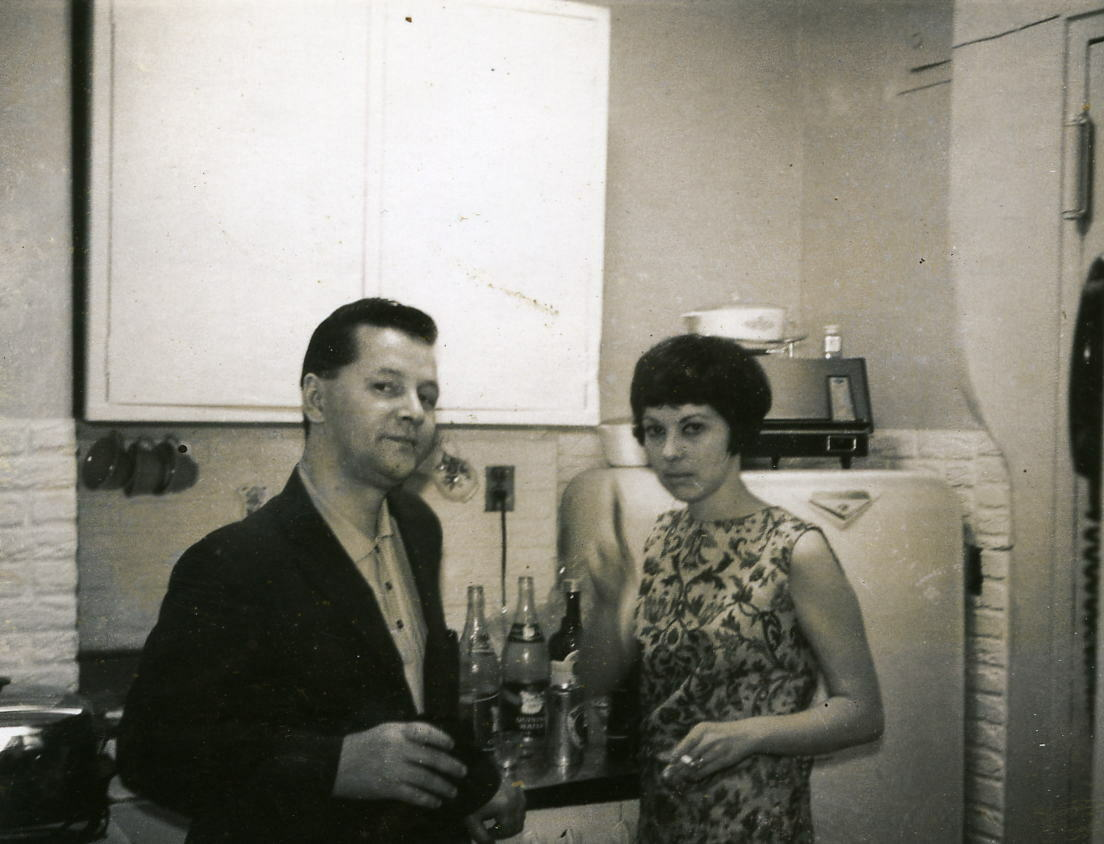
Daniel Eugene (Gene) Quill (links) (1963)

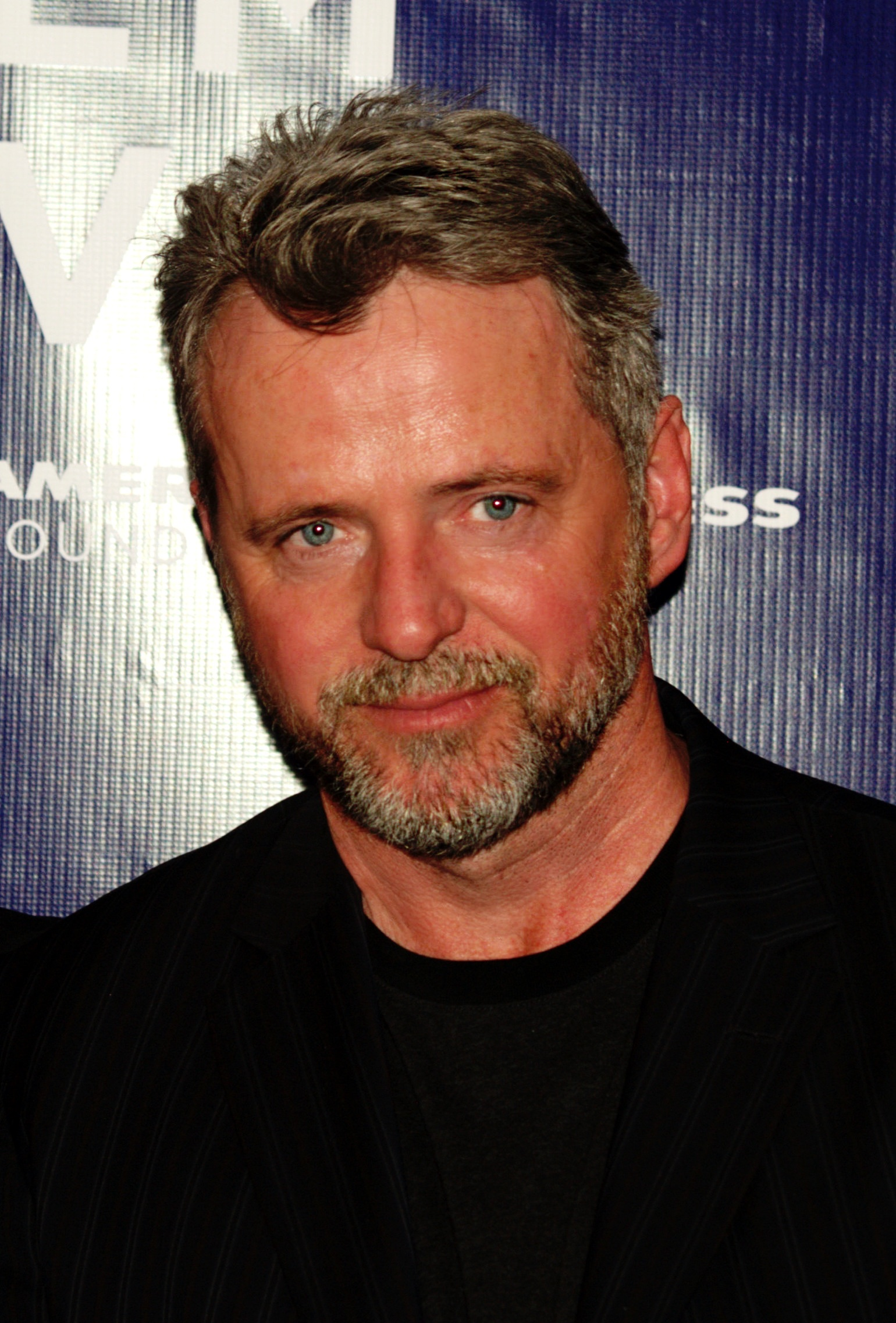
Aidan Quinn (2009)

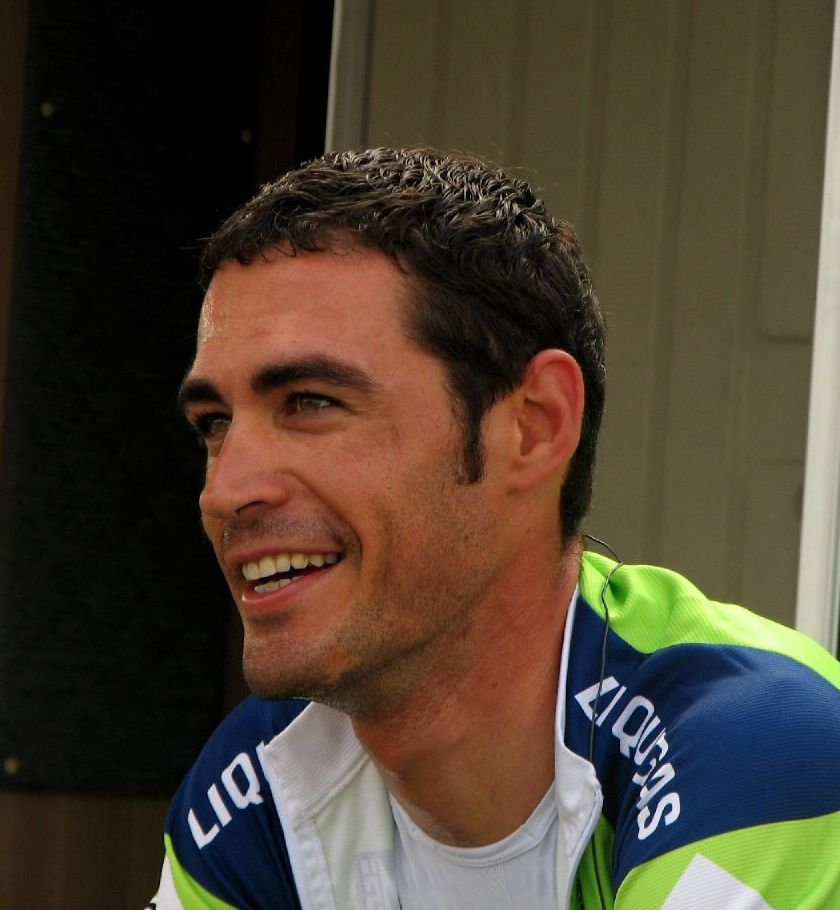
Manuel Quinziato

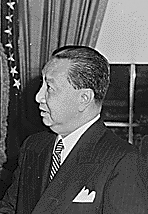
Elpidio Quirino

- Rasmus Christian Quaade (1990), Deens wielrenner
- Henk Quaadvliet (1923-2012), Nederlands voetballer
- Bertus Quaars (1947), Nederlands voetballer
- Erhard Quack (1904-1983), Duits kerklieddichter en -componist
- Hendrick Peter Godfried Quack (1834-1917), Nederlands jurist, econoom en geschiedschrijver
- Dave Quackenbush, Amerikaans zanger
- Matthias Quad (1557-1613), Nederlands-Duits schrijver, geograaf, cartograaf en graveur
- Willy Quadackers (1937), Nederlands voetballer
- Simona Quadarella (1998), Italiaans zwemster
- Guy Quaden (1945), Belgisch econoom en gouverneur van de Nationale Bank
- Jo Quaden (1955), Nederlands voetballer
- Sanny Quaden (1958), Nederlands voetballer
- Pol Quadens (1960), Belgisch designer
- Marcus Ummidius Quadratus Annianus (138-182), Romeins politicus
- Gaius Julius Quadratus Bassus (ca. 70-118), Romeins politicus en legeraanvoerder
- Gabriel Quadri de la Torre (1954), Mexicaans politicus
- Quintus Claudius Quadrigarius (1e eeuw v.Chr.), Romeins historicus
- Bruno Quadros (1977), Braziliaans voetbalspeler
- Jacob Jansz. Quaeckernaeck (+1606), Nederlands zeevaarder en kapitein
- Thorsten Quaeschning (1977), Duits multi-instrumentalist
- Valère Quaghebeur (1924-2012), Belgisch politicus en burgemeester
- Fabio Quagliarella (1983), Italiaans voetballer
- Dennis William Quaid (1954), Amerikaans acteur
- Randall Rudy (Randy) Quaid (1950), Amerikaans acteur
- Peter Alexander Greenlaw Quaife (1943-2010), Brits basgitarist
- Adrian Quaife-Hobbs (1991), Brits autocoureur
- Robin Quaison (1993), Zweeds voetbalspeler
- Terrance Quaites, bekend als TQ, (1976), Amerikaans rhythm-and-blueszanger
- Chantal Quak (1975), Nederlands presentatrice
- Eric Jan Quakkelsteijn (1971), Nederlands crimineel
- Donald Joseph Qualls (1978), Amerikaans acteur
- Xiao Quan Cheng (1808-1840), Chinees keizerin
- Kim Le Quang (1971), Belgisch schaker
- Quang Trung (1753-1792), Keizer van Vietnam (1788-1792)
- Eugène Jacques Willem Quanjel (1897-1998), Nederlands kunstschilder, glaskunstenaar, beeldhouwer en industrieel ontwerper
- Hendrik Marius Quanjer (1879-1961), Nederlands fytopatholoog
- Megan Quann, bekend als Megan Jendrick, (1984), Amerikaans zwemster
- Kwame Gershion Quansah (1982), Ghanees voetballer
- Abbie de Quant, Nederlands fluitiste
- Cindy de Quant (1974), Nederlands actrice
- Lambertus Hendricus Maria (Lambert) Quant (ca. 1942), Nederlands politicus
- Mary Quant (1930-2023), Brits modeontwerpster
- William Clark Quantrill (1837-1865), Amerikaans vrijschutter
- Johann Joachim Quantz (1697-1773), Duits componist, fluitist, hoboïst en fluitbouwer
- Evarist Van Quaquebeke (1880-onbekend), Belgisch vakbondsbestuurder
- Rudy Van Quaquebeke (1952-2012), Belgisch politicus
- Ivan Quaranta (1974), Italiaans wielrenner
- Raphaël Quaranta (1957), Belgisch voetballer
- Antonio Quarantotto (1897-onbekend), Italiaans zwemmer
- Lorenzo Romano Amedeo Carlo Avogadro di Quaregna e Cerreto (1776-1856), Italiaans natuur- en scheikundige
- Lecabela Dias da Fonseca Quaresma (1989), Santomees atlete
- Ricardo Andrade Quaresma Bernardo (1983), Portugees voetballer
- Francis Quarles (1592-1644), Engels dichter en prozaschrijver
- Cypriaan Gerard Carel Quarles van Ufford (1891-1985), Nederlands burgemeester en Commissaris der Koningin
- Hendrik Quarles van Ufford (1822-1860), Nederlands militair
- Jacques Jean Quarles van Ufford (1788-1855), Nederlands ambtenaar en staatsraad
- Jan Hendrik Jacob Quarles van Ufford (1855-1917), Nederlands jonkheer en politicus
- Johan Willem Quarles van Ufford (1882-1951), Nederlands jonkheer, jurist en bestuurder
- John Edward Willem Twiss Quarles van Ufford (1889-1942),  Nederlands jonkheer, officier van justitie en gemeenteraadslid
- Lili Byvanck-Quarles van Ufford (1907-2002), Nederlands klassiek archeologe
- Louis Jacques (Jaap) Quarles van Ufford (1891-1971), Nederlands edelman, hockeyspeler en sportbestuurder
- Louis Pierre (Louk) Quarles van Ufford (1927-1986), Nederlands jonkheer en burgemeester
- Maurits Lodewijk Quarles van Ufford (1910-1944), Nederlands politicus
- Wilhelm Herman Daniël Quarles van Ufford (1929-2017), Nederlands burgemeester
- Willem Quarles van Ufford (1751-1828), griffier der Staten-Generaal
- Guido Quaroni (1967), Amerikaans computeranimatiemaker
- Antonio Quarracino (1923-1998), Argentijns geestelijke en kardinaal
- Florimond de Quarré (1765-1852), Belgisch lid van het Nationaal Congres en senator
- Donald O'Riley (Don) Quarrie (1951), Jamaicaans sprinter
- Robert Walter Quarry (1925-2009), Amerikaans acteur
- Fabio Quartararo (1999), Frans motorcoureur
- Daniël Quartier (1920-2014), Belgisch priester en hoogleraar
- Walter Quartier (1953), Vlaams acteur
- Pedro Quartucci (1905-1983), Argentijns bokser
- Mark Quashie (1966), Trinidads-Amerikaans muzikant en zanger
- Salvatore Quasimodo (1901-1968), Italiaans dichter en winnaar nobelprijs
- Quassie van Timotibo (1692-1787), Surinaams kruidenkenner en slavenjager
- Jan Quast (1921), Nederlands politicus
- Matthijs Quast (17e eeuw), Nederlands ontdekkingsreiziger
- Ole Quast (1989), Duits veldrijder
- Pieter Janszn. Quast (ca. 1605-1647), Nederlands kunstschilder, tekenaar en graveur
- Paul Quasten (1985), Nederlands-Tsjechisch voetballer
- Pasquale Quatrano (1876-1937), Italiaans componist en dirigent
- Suzi Quatro, pseudoniem van Susan Kay Quatrocchio, (1950), Amerikaans zangeres, basgitariste, radiopersoonlijkheid en actrice
- Susan Kay Quatrocchio, bekend als Suzi Quatro, (1950), Amerikaans zangeres, basgitariste, radiopersoonlijkheid en actrice
- Michela Quattrociocche (1988), Italiaans actrice
- Dick Quax (1948-2018), Nieuw-Zeelands atleet en politicus
- Jan Eduard de Quay (1901-1985), Nederlands premier (1959-1963)
- Nii-lante Augustus Kwamlah Quaye, bekend als Cab Kaye, (1921-2000), Engels-Ghanees-Nederlands jazzmuzikant, bandleider, entertainer, drummer, gitarist, pianist, songwriter en zanger
- Dorothy Hyson, Lady Quayle (1914-1996), Amerikaans actrice
- James Danforth (Dan) Quayle (1947), Amerikaans politicus, publicist en advocaat
- John Anthony (Anthony) Quayle (1913-1989), Engels acteur
- John Quayle (1938), Engels acteur
- Amna Al Qubaisi (2000), autocoureur uit de Verenigde Arabische Emiraten
- Hamda Al Qubaisi (2002), autocoureur uit de Verenigde Arabische Emiraten
- Khaled Al Qubaisi (1975), ondernemer en autocoureur uit de Verenigde Arabische Emiraten
- Jináb-i-Quddús, pseudoniem van Mullá Muhammad 'Alí-i-Bárfurúshi, (ca. 1820-1849), Iraans Letter van de Levende en geëxecuteerde
- Angelo Que (1978), Filipijns golfprofessional
- Friedrich Otto Gustav Quedenfeldt (1871-1891), Duits entomoloog
- Eunice M. Quedens, bekend als Eve Arden, (1908-1990), Amerikaans actrice
- Mathilde van Quedlinburg (955-999), Abdis van Quedlinburg
- Bandit Queen, pseudoniem van Myra Maybelle Shirley Starr, (1848-1889), Amerikaans bandiet
- Storm Queen, pseudoniem van Morgan Geist, Amerikaans muziekproducent
- Charles Conant (Charlie) Queener (1921-1997), Amerikaans componist en jazzpianist
- Queen Latifah, pseudoniem van Dana Elaine Owens, (1970), Amerikaans actrice, muziekproducente en rapper
- Jacqueline Quef-Allemant (1973-2021), Frans schrijfster
- Pedro Fernandes de Queirós (1565-1615), Portugees ontdekkingsreiziger
- Carlos Queiroz (1953), Portugees voetbalcoach
- José Maria de Eça de Queiroz (1845-1900), Portugees schrijver
- Erik Quekel (1987), Nederlands voetballer
- Vincent Le Quellec (1975), Frans wielrenner
- Artus Quellinus de Jonge (1625-1700), Zuid-Nederlands beeldhouwer
- Artus Quellinus de Oude (1609-1668), Zuid-Nederlands beeldhouwer
- Jan Erasmus Quellinus (1634-1715), Zuid-Nederlands barokschilder
- Erasmus Quellinus I, bekend als Erasmus de Oude, (1584-1640), Zuid-Nederlands beeldhouwer
- Erasmus Quellinus II, bekend als Erasmus de Jonge, (1607-1678), Vlaams kunstschilder en kopergraveur
- Pau Quemada Cadafalch (1983), Spaans hockeyspeler
- Mickaël Quemener (1980), Frans wielrenner
- Nicolas Quemener, Frans gitarist
- Roger Quemener (1941), Frans snelwandelaar
- Perrig Quéméneur (1984), Frans wielrenner
- Patrick le Quément (1945), Frans auto-ontwerper
- Theo Quené (1930-2011), Nederlands planoloog en bestuurder
- Raymond Queneau (1903-1976), Frans schrijver, dichter, dramaturg en wiskundige
- Caroline Quentin (1961), Engels actrice
- Dudo van Saint-Quentin (965-voor 1043), Frankisch historicus en deken van Saint-Quentin
- Quentin, Frans voor Quintinus, (+287), Frans missionaris en heilige
- Yvan Quentin (1970), Zwitsers voetballer
- Enrique Piñeyro Queralt (1883-1960), Spaans aristocraat en sportbestuurder
- Louis Marie Joseph Querbes (1793-1859), Frans priester en congregatiestichter
- Jacopo della Quercia (ca. 1374-1438), Italiaans beeldhouwer
- Julien Quercia (1986), Frans voetballer
- Paul Quéré (1931-1993), Frans kunstschilder, pottenbakker en dichter
- Unai Emilio Yus Querejeta (1974), Spaans wielrenner
- Andries Querido (1912-2001), Nederlands arts
- Arie Querido (1901-1983), Nederlands arts en sociaal-geneeskundige
- Israël Querido (1872-1932), Nederlands schrijver
- Georges Quéritet (1882-onbekend), Belgisch voetballer
- Sam Austin Querrey (1987), Amerikaans tennisser
- Pierre Alvar Arnold Marie Joseph François-de-Borgia Grégoire Hubert d'Alcantara de Querrieu (1907-1944), Belgisch edelman
- Alex Querter (1957), Belgisch voetballer
- Adolfo García Quesada (1979), Spaans wielrenner
- Carlos García Quesada (1978), Spaans wielrenner
- Fernando (Nando) Quesada Gallardo (1994), Spaans voetbalspeler
- Francisco Morazán Quesada (1792-1842), president van de Verenigde Staten van Centraal-Amerika
- Gonzalo Jiménez de Quesada (1509-1579), Spaans conquistador
- Joseph (Joe) Quesada (1962), Amerikaans tekenaar en schrijver
- Juan Rafael Elvira Quesada (1958), Mexicaans ingenieur en politicus
- Salvador (Gory) Guerrero Quesada (1921-1990), Amerikaans worstelaar
- Vicente Fox Quesada (1942), Mexicaans politicus en zakenman, president van Mexico (2000-2006)
- Wálter Quesada (1970), Costa Ricaans voetbalscheidsrechter
- François Quesnay (1694-1774), Frans arts en econoom
- Julien Quesne (1980), Frans golfer
- Henricus Ludovicus Quesnel (1752-1804), Nederlands koopman en politicus
- Pooky Quesnel (1965), Brits actrice, scenarioschrijfster en zangeres
- Richard Quest (1962), Brits verslaggever en presentator
- Mae Questel, pseudoniem van Mae Kwestel, (1908-1998), Amerikaans actrice en stemactrice
- Dieter Quester (1939), Oostenrijks autocoureur
- François Questiaux (1900-1944), Belgisch kanunnik en hoogleraar
- Catharina Questiers (1631-1669), Nederlands dichteres en toneelberijmster
- David Questiers (1623-1663), Nederlands dichter
- Lambert Adolphe Jacques (Adolphe) Quetelet (1796-1874), Belgisch astronoom, wiskundige, statisticus en socioloog
- Topiltzin Ce Acatl Quetzalcoatl (10e eeuw), Tolteeks heerser
- Henri Queuille (1884-1970), Frans politicus
- Christophe Quéval (1965), Frans componist en musicoloog
- Leonardo Torres y Quevedo (1852-1936), Spaans ingenieur en wiskundige
- Miguel Ángel de Quevedo (1862-1946), Mexicaans ingenieur en milieuactivist
- Orlando Beltran Quevedo (1939), Filipijns rooms-katholiek kardinaal en aartsbisschop
- Francisco Gomez de Quevedo y Villegas Santibáñez (1580-1645), Spaans edelman, politicus en schrijver
- Jean-Guihen Queyras (1967), Frans musicus
- Jefferson Leonardo Pérez Quezada (1974), Ecuadoraans atleet
- Rodolfo Quezada Toruño (1932-2012), Guatemalteeks geestelijke en kardinaal
- Aurora Aragon-Quezon (1888-1949), first lady van de Filipijnen (1935-1944)
- Manuel Luis Quezon y Molina (1878-1944), Filipijns president (1935-1944)
- Samuel von Quicchelberg (1529-1567), Vlaams arts
- Diana Quick (1946), Brits actrice
- Florence Lavina Quick, bekend als Jewel Carmen, (1897-1984), Amerikaans actrice
- Joseph Quick junior (1838-1910), Brits ingenieur
- Joseph Quick senior (1809-1894), Brits ingenieur
- Thomas Quick, pseudoniem van Sture Bergwal, (1950), Zweeds verdachte en ten onrechte veroordeelde
- Vincent Paul Marie Van Quickenborne (1973), Vlaams licentiaat in de rechten en politicus
- Immanuel Quickley, Amerikaans basketballer
- Bruno Giovanni Quidaciolu, Jr., bekend als Bruno Kirby, (1949-2006), Amerikaans acteur
- Ludwig Quidde (1858-1941), Duits pacifist en Nobelprijswinnaar
- Sylvia Maria Elisabeth Willink-Quiël (1944), Nederlands kunstschilderes en beeldhouwster
- Hugues Quiéret (ca. 1290-1340), heer van Tours-en-Vimeu en Hamicourt, rentmeester van de Franse koning
- Lusius Quietus (ca. 70-118), Romeins generaal en politicus
- Tiberius Avidius Quietus (ca. 107), Romeins politicus
- Titus Fulvius Iunius Quietus (ca. 261), Romeins usurpator
- Precious Lara San Agustin Quigaman (1983), Filipijns model en schrijfster
- Eoghan Karl Christopher Quigg (1992), Noord-Iers popzanger en acteur
- Jane Quigley, bekend als Jane Alexander, (1939), Amerikaans actrice
- Margaret Denise Quigley, bekend als Maggie Q, (1979), Amerikaans actrice en model
- Jean-René Quignard (1887-1978), Frans componist, muziekpedagoog en organist
- DJ Quik, pseudoniem van David Marvin Blake, (1970), Amerikaans rapper, acteur en muziekproducent
- Martijntje Quik (1973), Nederlands roeister
- Anna Catharina (Nanneke) Quik-Schuijt (1942), Nederlands politicus
- Juan Vicente Mas Quiles (1921-2021), Spaans componist en dirigent
- Máximo Quiles (2008), Spaans motorcoureur
- Bernard Quilfen (1949-2022), Frans wielrenner
- Daniel Eugene (Gene) Quill (1927-1988), Amerikaans hardbopsaxofonist en klarinnetist
- Daniel Gray (Dan) Quillen (1940), Amerikaans wiskundige en winnaar van een Fields-medaille
- Howard Lee Quilling (1935), Amerikaans componist en muziekpedagoog
- Roger (Cuthbert) Quilter (1877-1953), Brits componist
- Quim, pseudoniem van Joaquim Manuel Sampaio Silva, (1975), Portugees voetballer
- Nelinho Minzun Quina (1987), Peruaans voetballer
- Edward Pellew Quinan (1885-1960), Brits legercommandant
- Philippe Quinault (1635-1688), Frans toneelschrijver en librettist
- Joseph Quinaux (1822-1895), Belgisch romantisch landschapsschilder
- Thomas de Quincey (1785-1859), Engels schrijver en intellectueel
- Georg Hermann Quincke (1834-1924), Duits natuurkundige
- Servaas de Quinckere (1569-1639), Belgisch bisschop van Brugge
- Publius Quinctilius Varus (46 v.Chr.-9 n.Chr.), Romeins generaal
- Lucius Quinctius Cincinnatus (5e eeuw v.Chr.), Romeins veldheer en dictator
- Lucius Quinctius Flamininus (3e eeuw v.Chr.), Romeins politicus
- Titus Quinctius Flamininus (228-174 v.Chr.), Romeins staatsman en legeraanvoerder
- Josiah Quincy (1802-1882), Amerikaans burgemeester
- Quincy, Nederlands zanger
- Robert Quine (1942-2004), Amerikaans gitarist
- Willard Van Orman Quine (1908-2000), Amerikaans filosoof en logicus
- Marcel Quinet (1915-1986), Belgisch pianist, componist en muziekpedagoog
- Paul Quinichette (1916-1983), Amerikaans rhythm-and-blues- en jazztenorsaxofoonspeler
- Jan Maurits Quinkhard (1688-1772), Nederlands kunstschilder, tekenaar en kunsthandelaar van Duitse komaf
- Kathleen Quinlan (1954), Amerikaans actrice
- Maeve Quinlan (1969), Amerikaans actrice
- Aidan T. Quinn (1959), Amerikaans acteur van Ierse komaf
- Aileen Marie Quinn (1971), Amerikaans actrice, zangeres, liedjesschrijfster en regisseuse
- Antonio Rudolfo (Anthony) Quinn Oaxaca (1915-2001), Mexicaans-Amerikaans acteur, schilder en beeldhouwer
- Bill Quinn (1912-1994), Amerikaans acteur
- Eimear Quinn (1973), Iers zangeres
- Freddy Quinn, pseudoniem van Franz Eugen Helmuth Manfred Nidl, (1931), Oostenrijks schlagerzanger en acteur
- Glenn Martin Christopher Francis Quinn (1970-2002), Iers-Amerikaans acteur
- J. Mark Quinn, pseudoniem van James Joseph Quinn, (1936), Amerikaans componist, muziekpedagoog, pianist, schrijver en librettist
- James Joseph Quinn (1936), Amerikaans componist, muziekpedagoog, pianist, schrijver en librettist
- Máire Geoghegan-Quinn (1950), Iers politica
- Marc Quinn (1964), Brits beeldhouwer
- Martin Quinn, Iers accordeonist
- Molly C. Quinn (1993), Amerikaans actrice
- Niall John Quinn (1966), Iers voetballer en clubvoorzitter
- Patrick Joseph (Pat) Quinn (1948), Amerikaans politicus
- Seán Quinn (1947), Iers ondernemer
- Stephen James (James) Quinn (1974), Noord-Iers voetballer
- Terrance (Terry) O'Quinn (1952), Amerikaans acteur
- Quino, pseudoniem van Joaquín Salvador Lavado, (1932-2020), Argentijns cartoonist en striptekenaar
- Enrique Enríquez de Quiñones (+1504), Spaans edelman en hofmeester
- Marc Quiñones (1962), Amerikaans percussionist van Puerto Ricaanse komaf
- José María Gil-Robles y Quiñones de León (1898-1980), Spaans rechtsgeleerde, politicus en journalist
- Luis Manuel Quiñónez Castillo (1968), Colombiaans voetballer
- Quinquin, pseudoniem van Ferenc Esterházy de Gálantha, (1715-1785), Hongaars aristocraat, vrijmetselaar en hoveling
- Cornelia Antonia (Carla) Quint (1972), Nederlands waterpolospeelster
- Kees Quint (1939-2009), Nederlands voetbaldoelman
- Willem Henricus Maria (Wim) Quint (1911-1983), Nederlands programmamaker
- Anton Quintana, pseudoniem van Anton Kuyten, (1937), Nederlands schrijver
- David de Gea Quintana (1990), Spaans voetballer
- Dayer Uberney Quintana Rojas (1992), Colombiaans wielrenner
- Lucio Manuel Moreno Quintana (1898-1979), Argentijns rechtsgeleerde en diplomaat
- Nairo Alexander Quintana Rojas (1990), Colombiaans wielrenner
- Pedro López Quintana (1953), Spaans rooms-katholiek aartsbisschop en nuntius van de Heilige Stoel
- Roland Jaime Orzabal de la Quintana (1961), Brits zanger, songwriter, muzikant en muziekproducent
- Luis de Quintanar Soto Bocanegra y Ruiz (1776-1837), Mexicaans politicus en militair
- Andrés Quintana Roo (1787-1851), Mexicaans politicus, onafhankelijkheidsstrijder, schrijver en dichter
- Selena Quintanilla-Pérez (1971), Amerikaans zangeres
- Niccolo Quintarelli (1989), Italiaans golfspeler
- Ronnie Quintarelli (1979), Italiaans autocoureur
- Ben Quintelier (1978), Belgisch atleet
- Hilde Quintens (1964), Belgisch veldrijdster
- Jan Quintens (1858-1923), Belgisch politicus en Vlaams activist
- Joke Quintens (1973), Belgisch politica
- Werner Quintens (1937-2005), Belgisch geestelijke
- Dante Quinterno (1909-2003), Argentijns striptekenaar
- Alberto Abdiel Quintero Medina (1987), Panamees voetballer
- Byron Zózimo Tenorio Quintero (1966), Ecuadoraans voetballer
- Carlos Darwin Quintero, bekend als Científico, (1987), Colombiaans voetballer
- Carlos Julián Quintero Norena (1986), Colombiaans wielrenner
- Juan Fernando Quintero (1993), Colombiaans voetballer
- Pedro Arreitunandia Quintero (1974), Spaans wielrenner
- Rafael Caro Quintero (1954), Mexicaans drugsbaron
- Richard Ochoa Quintero (1984), Venezulaans wielrenner
- Silvio Quintero (1950), Colombiaans voetballer
- Daniel Quinteros (1976), Argentijns voetballer
- Gustavo Quinteros (1965), Boliviaans voetballer en voetbalcoach
- Lucius Tiberius Claudius Aurelius Quintianus (3e eeuw), Romeins senator en politicus
- Marcus Fabius Quintilianus (ca. 35-ca. 100), Romeins retoricus
- Marcus Aurelius Claudius Quintillus (3e eeuw), Romeins keizer (270)
- Quintino, pseudoniem van Quinten van den Berg, (1985), Nederlands diskjockey en muziekproducen
- Quintinus (+287), Frans missionaris en heilige
- Lucius Bruttius Quintius Crispinus, Romeins consul
- Titus Quintius Flamininus (228-174 v.Chr.), Romeins staatsman en legeraanvoerder
- Monica Josepha Ignatius (Monique) Quint-Maagdenberg (1945), Nederlands historica en politica
- Zachary John Quinto (1977), Amerikaans acteur
- Santiago Arnaldo Quinto Serna (1971), Spaans componist, muziekpedagoog, dirigent, pianist en tubaïst
- Gallus Quintus Bonosus (+280), Romeins usurpator
- Justus Datho Lewe Quintus (1811-1889), Nederlands rechter en politicus
- Justus Datho Quintus (1733-1817), Nederlands politicus
- Quintus van Smyrna (4e eeuw), Oud-Grieks episch dichter
- Roelof Antonius Quintus (1808-1867), Nederlands bestuurder
- Willem Jan Quintus (1778-1839), Nederlands politicus
- Aksel Quintus Bosz (1915-1993), Surinaams jurist, politicus en hoogleraar
- Arne Quinze (1971), Vlaams conceptueel kunstenaar
- Manuel Quinziato (1979), Italiaans wielrenner
- Ahmed Qurei (1937-2023), Palestijns politicus
- Quiriacus van Augsburg (+304), Duits martelaar en heilige
- Paolo Quirici (1967), Zwitsers golfer
- Quiricus en Julitta (+304), Anatolisch martelaar en heilige
- Peter Quirijnen, Belgisch striptekenaar
- Klaartje Quirijns (1967), Nederlands documentairemaakster
- Christopher Quiring (1990), Duits voetballer
- Publius Sulpicius Quirinius (45 v.Chr.-21 n.Chr.), Romeins senator en Proconsul
- Carlos Lozada Quirino (1910-1999), Filipijns historicus en schrijver
- Elpidio Rivera Quirino (1890-1956), President van de Filipijnen (1948-1953)
- Thiago Quirino (1985), Braziliaans voetballer
- Quirinus van Malmedy, Belgisch priester, martelaar en heilige
- Quirinus van Siscia (+310), bisschop en martelaar
- Quirinus van Tegernsee (+269), christelijk martelaar en heilige in het Romeinse Rijk
- Quirit, pseudoniem van Jean-Marie Mathues, (1953), Vlaams cartoonist
- Pauline Quirke (1959), Brits actrice
- Albrecht Ritter Mertz von Quirnheim (1905-1944), Duits officier en verzetsstrijder
- Adalberto Arturo Madero Quiroga (1969), Mexicaans politicus
- Santiago Casares Quiroga (1884-1950), Spaans (Galicisch) staatsman
- Manuel López-Quiroga Miguel (1899-1988), Spaans componist
- Alvaro Quiros (1981), Spaans golfspeler
- Juan Quiros (1956), Spaans golfspeler
- Manuel Quiros (1979), Spaans golfspeler
- Pedro Fernández de Quirós, Spaans voor Pedro Fernandes de Queirós, (1565-1615), Portugees ontdekkingsreiziger
- Raul Quiros (1979), Spaans golfer
- Ana Fidelia Quirot (1963), Cubaans atlete
- César Octavio Camacho Quiróz (1955), Mexicaans politicus
- Vidkun Abraham Lauritz Jonssøn Quisling (1887-1945), Noors nationaalsocialist, collaborateur en partijleider
- Egbert Pieterszoon Quispel (17e eeuw), Nederlands marineofficier
- Gilles Quispel (1916-2006), Nederlands theoloog en historicus
- Huibert Quispel (1841-1921), Nederlands viceadmiraal
- Huibert Victor Quispel (1906-1995), Nederlands militair
- Matthijs Quispel (1805-1858), Nederlands kunstschilder
- Jean-Jacques Quisquater, Belgisch ingenieur en uitvinder
- Serge Jean Karel Quisquater, bekend als Sergio, (1965), Belgisch zanger en televisiepersoonlijkheid
- Anne-Marie Quist (1957), Nederlands roeister
- Rasmus Quist Hansen (1980), Deens roeier
- Wim Quist (1930-2022), Nederlands architect
- Godelieve Quisthoudt-Rowohl (1947), Duits politica
- Leonardo Quisumbing (1939-2019), Filipijns rechter
- Eduardo Quisumbíng y Argüelles (1895-1986), Filipijns botanicus
- Richard Quitevis, bekend als DJ QBert, (1969), Amerikaans diskjockey en muziekproducent
- Mariana de Paredes van Quito (1618-1645), Ecuadoraans heilige
- Marie-Paule Quix (1956), Belgisch politica
- Rodolfo Quizon, bekend als Dolphy, (1928-2012), Filipijns acteur en komiek
- Stat Quo, pseudoniem van Stanley Benton, (1979), Amerikaans rapper
- Quodvultdeus (+voor 455), Noord-Afrikaans kerkvader
- Mathieu Quoidbach (1873-1951), Belgisch wielrenner
- Rudolf Quoika (1897-1972), Duits componist, organist en organoloog
- Françoise Quoirez, bekend als Françoise Sagan, (1935-2004), Frans schrijfster en filmregisseuse
- Renny Quow (1987), Trinidadiaans Atleet
- Abu Uthman Said ibn Hakam al-Qurashi (1204-1282), emir van de Taifa van Minorca (1234-1282)
- Ahmed Qurei (1937), Palestijns politicus
- Aisam-ul-Haq Qureshi (1980), Pakistaans tennisser
- Abu Said Sinan (Sinan) ibn Thabit ibn Qurra (ca. 880-943), Arabisch arts, wiskundige en astronoom
- Ibrahim ibn Sinan ibn Thabit ibn Qurra (908-946), Arabisch wiskundige en astronoom
- Thabit ibn Qurra abu' l'Hasan ibn Marwan al-Sabi al'Harrani (ca. 836-901), Aramees astronoom en wiskundige
- Qurratu'l-`Ayn, pseudoniem van Fátimih Baraghání, (ca. 1815-1852), Iraans dichteres en theologe
- Abd Manaf ibn Qusai (ca. 439), grootvader van Abd al-Moettalib
- Balj ibn Bishr al-Qushayri (+742), wali van Ifriqiyah (741) en van Al-Andalus (742)
- Mohammed Qutb (1919-2014), Egyptisch islamist en schrijver
- Said Qutb (1906-1966), Egyptisch dichter, literair criticus en ideoloog van de Moslimbroederschap
- Muhammad Quli Qutb Shah (1565-1612), sultan van Golkonda
- Qutbuddin Muhammad Shah (+1320), Sultan van Delhi
- Rita Irene Quyn, bekend als Shanthi Lekha, (1929-2009), Sri Lankaans danseres en actrice
- Như Quỳnh, geboren als Lê Lâm Quỳnh Như, (1970), Vietnamees zangeres

## Qv
- Pehr Evind Svinhufvud af Qvalstad (1861-1944), Fins politicus
- Ole Qvist (1950), Deens voetballer